# ناصر النصر
ناصر ابراهیم النصر (انگلیسی: Nasser Ibrahim Al-Nassr؛ زادهٔ ۱۱ ژوئیهٔ ۱۹۹۵) یک بازیکن فوتبال اهل قطر است.